# Paranaspia erythromelas
Paranaspia erythromelas är en skalbaggsart som beskrevs av Holzschuh 2003. Paranaspia erythromelas ingår i släktet Paranaspia och familjen långhorningar. Inga underarter finns listade i Catalogue of Life.